# 2018 AX18
2018 AX18 est un objet transneptunien de magnitude absolue 6,5. Son diamètre est estimé à 220 km.